# Kevin Van Den Kerkhof
Kevin Daniel Van Den Kerkhof Guitoun, född 14 mars 1996 i Maubeuge, Frankrike, är en fransk-algerisk fotbollsspelare som spelar för Metz och Algeriets landslag.

## Karriär
Van Den Kerkhof spelade som junior i Valenciennes. Han började sin seniorkarriär i Aulnoye 2014 och gick följande år till Lorients reservlag. Efter en allvarlig skada återvände Van Den Kerkhof till Feignies Aulnoye, men flyttade sedan till belgiska La Louvière 2017. Under 2019 flyttade han vidare till Olympic Charleroi i belgiska tredjedivisionen.
I juni 2020 flyttade Van Den Kerkhof till luxemburgska F91 Dudelange. Han spelade samtliga 30 ligamatcher under säsongen 2020/2021 och gjorde nio mål samt fem assister. Följande säsong gjorde Van Den Kerkhof sju mål och nio assister på 29 ligamatcher och hjälpte Dudelange att bli luxemburgska mästare.
I juni 2022 återvände Van Den Kerkhof till Frankrike och skrev på ett tvåårskontrakt med Ligue 2-klubben Bastia.

## Meriter
F91 Dudelange
- Luxemburgsk mästare: 2022